# 釣魚 (撲克牌)
「釣魚」是一種使用撲克牌玩的遊戲。又稱「撿紅點」

## 基本玩法
開始玩的時候，先洗整副牌，然後每人派10張牌（也有派12張牌的），再把另外4張牌翻開鋪在桌上。每人輪流出牌和「釣」，所出之牌必和所釣之牌點數相加必須為10，10的倍數，J、Q、K視為10點。無牌可出時則要打出一隻牌讓人釣並抽一張牌，手上無牌也要抽牌。待所有牌被釣走後，把釣到紅色的牌點數相加，黑色的牌不算分，總分最高者獲勝

## 變化
亦有一些不以牌面點數為分數，而是牌面特定數字或花色另有設定分數。